# Noah Baumbach

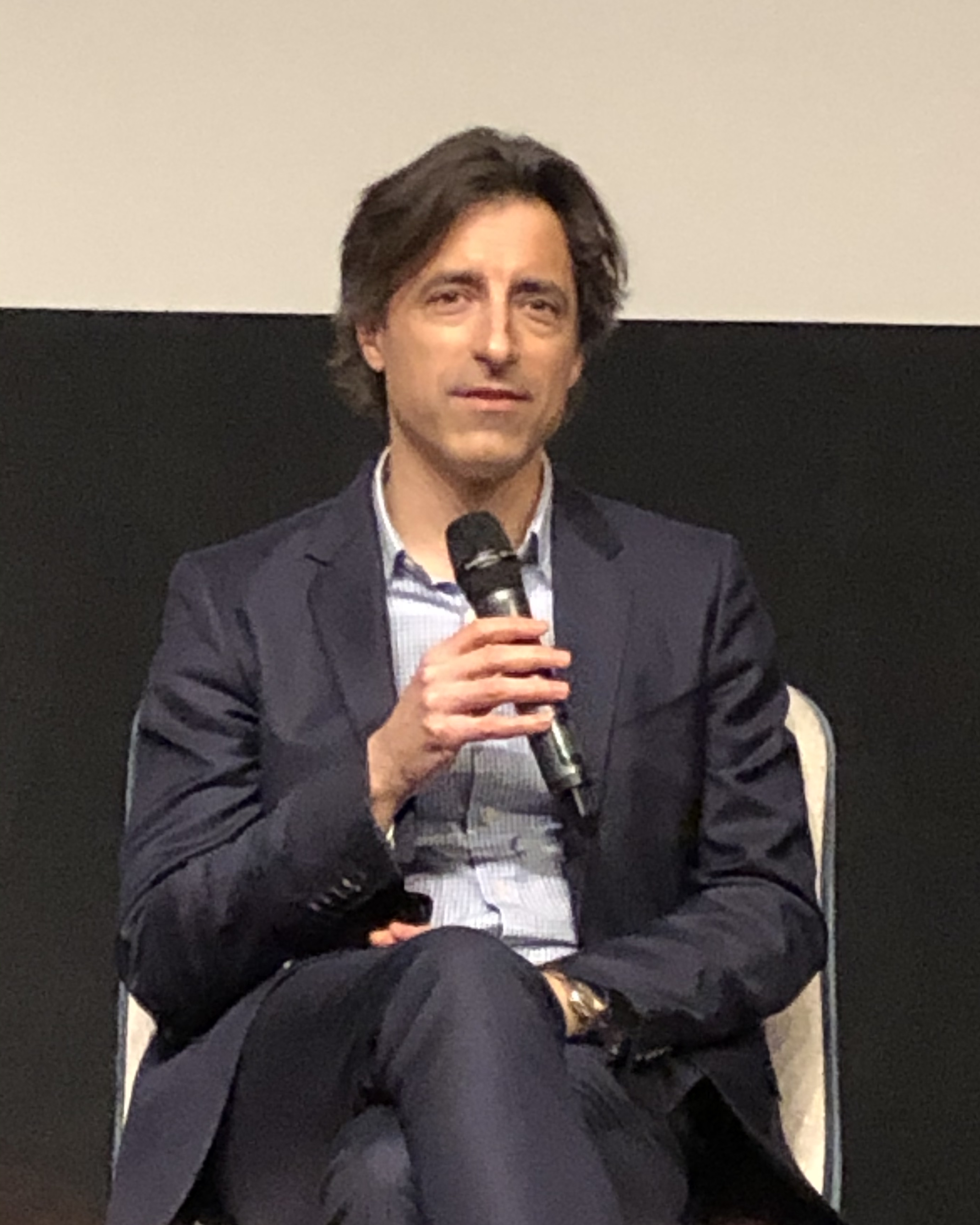
Noah Baumbach (2020)

Noah Baumbach (* 3. September 1969 in Brooklyn, New York City) ist ein US-amerikanischer Drehbuchautor und Filmregisseur.

## Leben und Wirken
Noah Baumbach studierte am Vassar College in Poughkeepsie im US-Bundesstaat New York. Im Wohnheim teilte er sich mit dem späteren Filmproduzenten Jason Blum ein Zimmer. Nach Abschluss des Studiums zogen Baumbach und Blum nach Chicago, wo sie sich eine Wohnung teilten.
Sein Debüt als Autor und Regisseur gab Baumbach 1995 mit dem Film Kicking and Screaming. Blum fungierte für diesen noch als Executive Producer. Später trennten sich ihre Wege. Baumbachs zweiter Film, Highball, den er unter dem Pseudonym Ernie Fusco veröffentlichte, folgte zwei Jahre später. Internationale Aufmerksamkeit erregte Baumbach mit Der Tintenfisch und der Wal, einem teilweise biographischen Film über die Scheidung seiner Eltern in den 1980er Jahren, der mit zwei Preisen auf dem Sundance Film Festival, einer Nominierung für das beste Drehbuch bei den Oscars, sechs Nominierungen für die Independent Spirit Awards und drei für die Golden Globes ausgezeichnet wurde. Im Jahr 2010 erhielt Baumbach für seinen sechsten Spielfilm, Greenberg, eine Einladung zum Wettbewerb der 60. Filmfestspiele von Berlin. Seit Frances Ha (2012) arbeitet er regelmäßig mit der Editorin Jennifer Lame zusammen.
2019 wurde die Tragikomödie Marriage Story mit Adam Driver und Scarlett Johansson bei den Internationalen Filmfestspielen von Venedig uraufgeführt, für die Baumbach das Drehbuch schrieb, bei der er Regie führte und als Produzent beteiligt war. Baumbach erhielt dafür mehrere Nominierungen für wichtige Filmpreise, unter anderem für den Golden Globe Award. Im Jahr 2022 stellte Baumbach Weißes Rauschen, eine Verfilmung des gleichnamigem Romans von Don DeLillo, fertig. Die Hauptrollen spielten wieder Adam Driver und Greta Gerwig. Baumbach führte Regie, schrieb das Drehbuch und war einer der Produzenten des Films, der zur Eröffnung der 79. Filmfestspiele von Venedig gezeigt wurde. Ein Jahr später kam der Film Barbie in die US-Kinos, dessen Drehbuch Baumbach gemeinsam mit Gerwig verfasste.
Für den Spielfilm Jay Kelly (2025) erhielt Baumbach eine weitere Einladung in den Hauptwettbewerb von Venedig.
Von 2005 bis 2013 war Baumbach mit der Schauspielerin Jennifer Jason Leigh verheiratet. Sie haben ein gemeinsames Kind. Baumbach ist heute mit Greta Gerwig liiert, mit der er seit dem Film Frances Ha (2012) zusammenarbeitet. Ihre beiden gemeinsamen Söhne wurden im Frühjahr 2019 und Sommer 2023 geboren.

## Trivia
Die Band Noah and the Whale benannte sich nach dem Regisseur und seinem Film Der Tintenfisch und der Wal.
Der von Charles Grodin gespielte Filmregisseur in Gefühlt Mitte Zwanzig ist nach dem realen Filmregisseur Brian De Palma modelliert. Dieser ist ein alter Freund von Baumbachs Eltern; Baumbach drehte über ihn gemeinsam mit Jake Paltrow auch den hoch gelobten Dokumentarfilm De Palma, der 2015 bei den Filmfestspielen von Venedig Premiere feierte.

## Filmografie (Auswahl)
Drehbuch und Regie
- 1995: Kicking and Screaming
- 1997: Mr. Jealousy
- 1997: Highball
- 2000: Conrad & Butler Take a Vacation (Kurzfilm)
- 2005: Der Tintenfisch und der Wal (The Squid and the Whale)
- 2007: Margot und die Hochzeit (Margot at the Wedding)
- 2010: Greenberg
- 2012: Frances Ha
- 2014: Gefühlt Mitte Zwanzig (While We’re Young)
- 2015: Mistress America
- 2015: De Palma (Dokumentarfilm)
- 2017: The Meyerowitz Stories (New and Selected)
- 2019: Marriage Story
- 2022: Weißes Rauschen (White Noise)

Nur Drehbuch
- 2004: Die Tiefseetaucher (The Life Aquatic with Steve Zissou) (gemeinsam mit Wes Anderson)
- 2009: Der fantastische Mr. Fox (Fantastic Mr. Fox) (gemeinsam mit Wes Anderson)
- 2012: Madagascar 3: Flucht durch Europa (Madagascar 3: Europe’s Most Wanted) (gemeinsam mit Eric Darnell)
- 2023: Barbie (gemeinsam mit Greta Gerwig)

## Auszeichnungen
Internationale Filmfestspiele von Venedig
- 2019: Nominierung für den Goldenen Löwen (Marriage Story)
- 2022: Nominierung für den Goldenen Löwen (Weißes Rauschen)

Oscar
- 2006: Nominierung für das Beste Originaldrehbuch (Der Tintenfisch und der Wal)
- 2020: Nominierung als Bester Film (Marriage Story)
- 2020: Nominierung für das Beste Originaldrehbuch (Marriage Story)
- 2024: Nominierung für das Beste adaptierte Drehbuch (Barbie)